# Mellita notabilis
Mellita notabilis is een zee-egel uit de familie Mellitidae.
De wetenschappelijke naam van de soort werd in 1947 gepubliceerd door Hubert Lyman Clark.